# 錢朝鳳
錢朝鳳（1469年—？），字？，直隸廬州府廬江縣人，軍籍，明朝政治人物。

## 生平
弘治八年（1495年）乙卯科應天府鄉試第八十一名舉人。弘治九年（1496年）中式丙辰科會試第二百二十八名，三甲第九十四名進士。

## 家族
曾祖錢思敬；祖父錢銘，義官；父錢瓚，貢士。母方氏。重庆下。